# Upland (Indiana)
Upland ist eine Town im Grant County im US-Bundesstaat Indiana mit rund 3800 Einwohnern (Stand 2010).

## Geographie
Upland liegt zwischen Fort Wayne und Indianapolis, jeweils circa eine Stunde entfernt. Die nächstgelegenen Universitätsstädte sind Muncie und Marion.
Das Stadtgebiet hat eine Größe von rund acht Quadratkilometern.

## Geschichte
Der größte Teil des heutigen Stadtgebiets wurde in den 1830er Jahren von dem Spekulanten John Oswalt gekauft. Er hoffte darauf, dass ein Kanal zur Verbindung von Indianapolis und Fort Wayne durch das Gebiet gebaut werden könnte. Die Stadt selbst wurde in den späten 1860er Jahren von Jacob Bugher gegründet. Der Name der Stadt bezieht sich auf die Tatsache, dass man davon ausging, die Stadt sei der höchste Punkt auf der Eisenbahnstrecke zwischen Columbus und Chicago. Bis zum Jahr 1880 war die Bevölkerung der Stadt auf 150 Einwohner angewachsen.
Die Taylor University zog im Sommer 1893, wegen finanzieller Probleme, von Fort Wayne nach Upland, wo sie neben 40.000 m² Land auch 10.000 US-Dollar finanzielle Unterstützung erhielt.